# Psapharochrus brunnescens
Psapharochrus brunnescens är en skalbaggsart som först beskrevs av Dmytro Zajciw 1963.  Psapharochrus brunnescens ingår i släktet Psapharochrus och familjen långhorningar. Inga underarter finns listade i Catalogue of Life.